# Carrie Everson
Carrie Everson, née Rebecca Carrie Jane Billings (27 août 1842 - 3 novembre 1914), est une métallurgiste, chimiste et inventrice américaine autodidacte. Elle invente et fait breveter des procédés d'extraction de métaux précieux du minerai en utilisant la flottation par moussage. Le Mining Journal note en 1916 qu'« en tant que métallurgiste, elle avait un quart de siècle d'avance sur sa profession ».

## Biographie
Rebecca Carrie Jane Billings naît le 27 août 1842 à Sharon (Massachusetts). Elle termine l'école secondaire puis poursuit des études dans l'enseignement. En 1864, elle épouse le Dr William Knight Everson, un médecin originaire de Chicago, auprès duquel elle poursuit sa formation en médecine et chimie. Alors que son mari investit dans les mines d'or du Colorado et du Mexique, elle s'intéresse à la minéralogie. Le couple confie ensuite la totalité de sa fortune, 40 000 dollars, à Mark M Brick Pomeroy, un ami proche, pour des investissements miniers qui s'avèreront catastrophiques et les plongent dans la pauvreté. 
En 1878, les époux déménagent à Georgetown (Colorado) où des mines d'argent viennent d'êtres découvertes, attirant chercheurs, inventeurs ou ingénieurs. Carrie Everson poursuit ses expériences en métallurgie. Alors que les méthodes traditionnelles de séparation du minerai sont basées sur la gravité, elle découvre que si des graisses ou des huiles sont combinées avec un minerai, les huiles adhèrent aux métaux et non à la roche. Sur sa paillasse de laboratoire, elle teste cette technique avec des minerais d'or, de cuivre, d'antimoine et d'arsenic. En 1886, elle dépose deux brevets américains pour ses découvertes, US471174A et US474829A, puis essaye, sans succès, de vendre le procédé à des sociétés minières du Colorado. 
En janvier 1889, William meurt et Carrie s'associe à Thomas Criley. Ce dernier meurt également avant d'avoir ramené un contrat. Vient ensuite Charles Hebron, avec le même résultat. Elle finit par renoncer à commercialiser sa découverte et devient infirmière pour la Denver Flower Mission. 
En 1901, un avocat lui déconseille de renouveler ses brevets au moment même où le processus est redécouvert et utilisé en Angleterre. 
Carrie Everson meurt à le 3 novembre 1914, à Denver.
Les historiens ne s'accordent pas quant à son impact sur le développement du processus de flottation révolutionnaire, mais conviennent que les préjugés sexistes ont entravé sa capacité à promouvoir son processus,. 